# Laneuville-sur-Meuse
Laneuville-sur-Meuse település Franciaországban, Meuse megyében. Lakosainak száma 446 fő (2022. január 1.). Laneuville-sur-Meuse Beaumont-en-Argonne, Belval-Bois-des-Dames, Létanne, Wiseppe, Beauclair, Beaufort-en-Argonne, Cesse, Luzy-Saint-Martin, Pouilly-sur-Meuse és Stenay községekkel határos.

## Népesség
A település népességének változása:
| Lakosok száma | 561  | 529  | 439  | 391  | 432  | 428  | 436  | 445  | 445  | 446  |
|               | 1968 | 1982 | 1990 | 2006 | 2013 | 2015 | 2017 | 2019 | 2020 | 2022 |